# Eli Craig
Eli Craig és un director de cinema, guionista i actor nord-americà. És conegut sobretot per escriure i dirigir la pel·lícula de culte comèdia de terror Tucker & Dale vs Evil.

## Primers de la vida
Craig és el segon fill de Sally Field amb Steve Craig. El seu germà gran Peter Craig és guionista i novel·lista. El seu mig germà John Craig és músic. També té un altre germanastre més jove anomenat Sam Greisman, que és el fill petit de Sally Field.

## Carrera
El 2010, Craig va escriure i dirigir la pel·lícula de culte comèdia de terror Tucker & Dale vs Evil, que es va estrenar al Festival de Cinema de Sundance i va guanyar el premi del públic a SXSW així com el premi Panorama al XLIII Festival Internacional de Cinema Fantàstic de Catalunya. La seva propera pel·lícula Little Evil, protagonitzada per Evangeline Lilly i Adam Scott, es va estrenar a Netflix el setembre de 2017 amb crítiques positives.

## Vida personal
Craig és un apassionat a l'aire lliure i va treballar com a instructor d'Outward Bound durant diversos anys després de la universitat. Ha dirigit sortides d'escalada per la ruta dels muntanyencs a Mont Whitney, Aconcagua, Mont Rainier, Pic d'Orizaba i Denali.
Craig està casat amb l’actriu i antiga Power Granger Gro Sasha Williams des de 2004, i ambdós han tingut dos fills: Noah i Colin.

## Filmografia
Curtmetratges
| Any  | Títol           | Director | Guionista |
| ---- | --------------- | -------- | --------- |
| 2004 | The Tao of Pong | Sí       | Sí        |

Llargmetratges
| Any  | Títol                 | Director | Guionista |
| ---- | --------------------- | -------- | --------- |
| 2010 | Tucker & Dale vs Evil | Sí       | Sí        |
| 2017 | Little Evil           | Sí       | Sí        |
| 2024 | Clown in a Cornfield  | Sí       | Sí        |

Televisió
| Any  | Títol              | Notes                |
| ---- | ------------------ | -------------------- |
| 2010 | Brothers & Sisters | Episodi "Get a Room" |

Com a actor
| Any  | Títol                 | Paper                        | Notes                        |
| ---- | --------------------- | ---------------------------- | ---------------------------- |
| 1999 | Deal of a Lifetime    | Kevin Johnson                |                              |
| 1999 | The Rage: Carrie 2    | Chuck Potter                 |                              |
| 2000 | Space Cowboys         | Young William "Hawk" Hawkins |                              |
| 2005 | Racer Number 9        | Buddy Werner                 | Curtmetratge                 |
| 2010 | Moving Pictures Live! | Ell mateix                   | Episodi "Underground Comedy" |
| 2010 | Tucker & Dale vs Evil | Cameraman                    |                              |
| 2017 | Little Evil           | Derby Official               |                              |